# Château du Pizou
 (septembre 2024).
Le Château du Pizou, ou Château de Le Pizou, est situé dans le centre du bourg de la commune du Pizou, sur laquelle - avec son domaine - il occupe une surface significative, à l'extrême ouest du département de la Dordogne en France. Le château est situé à environ 200 mètres de l'église paroissiale.

## Historique

### Les origines
Le Château du Pizou, trouve ses origines au Moyen Âge sur un ancien site monastique dépendant de l’Abbaye de la Grande-Sauve. Le premier château fort est érigé à proximité de ce prieuré. De confession catholique, il est détruit en 1566 lors des guerres de Religion par les troupes protestantes d’Armand de Clermont de Piles.
En 1603, le domaine — alors partiellement reconstruit — est vendu par la dame de Rauzan à François de Belhade, seigneur du Désert. Quelques années plus tard, en 1610, Jean d’Aulède acquiert la seigneurie. C’est au début du XVIIᵉ siècle, sous le règne de Louis XIII (et non Louis XIV, contrairement à une croyance locale tenace), que le château actuel est rebâti sur les ruines successives des édifices médiévaux.
Par la suite, la propriété passe brièvement entre les mains des familles Chaussade de Jolimont et Arquier, cette dernière rebaptisant temporairement la demeure Château d’Arquier. Toutefois, cette appellation n’a jamais été officialisée : l’ensemble des documents cadastraux, plans et cartes disponibles depuis le milieu du XVIIᵉ siècle mentionnent exclusivement le nom de Château du Pizou.

### Architecture et éléments hydrauliques
Le château médiéval d’origine était ceinturé de fossés alimentées par le ruisseau du Marchand (également appelé ruisseau de la Forêt au XIXᵉ siècle) via un système d’écluses. Ces fossés, comblées au fil du temps, restent clairement visibles sur les plans cadastraux de 1844 et restent visibles à ce jour. Deux ponts y sont représentés : l’un traversant le ruisseau vers le mur ouest, l’autre franchissant les fossés au nord. Jusqu’au Second Empire, les fossés longeaient encore le flanc nord du château, et un trop-plein permettait probablement l’évacuation des eaux vers un fossé situé à l’est.
Des recherches sont actuellement en cours pour documenter plus précisément le fonctionnement de ce réseau hydraulique, qui semble avoir rempli une double fonction : défensive et utilitaire. Le barrage-pont actuel, qui été à l'époque le moulin sur le ruisseau demeure en copropriété entre le domaine du château et ses voisins immédiats. Ce petit barrage, non controlé et à l'abandon, créé toujours une réserve d'eau significative qui régule le débit du ruisseau tout en créant une cascade d'une hauteur de plus de 4 mètres, atypique pour la région. 
Le plan cadastral napoléonien de 1844 présente un ensemble quadrangulaire à cour fermée, entouré de douves au nord et à l’est, et montre également un bassin au sud, en vis-à-vis de la façade principale du château.
Le cadastre de 1989 indique cinq bâtiments, dont deux — érigés dans les années 1970 — ont été démolis dans les années 2000. Sur le cadastre actuel, le nom “Château de Le Pizou” apparaît pour les parcelles correspondant au domaine historique et ses abords immédiats.

### Restauration contemporaine
De 2014 à 2024, le château a appartenu à des propriétaires originaires de Lille, qui ont entrepris un vaste chantier de sauvegarde et de restauration. À leur arrivée, plusieurs éléments architecturaux majeurs — dont la tour ouest et une partie du pavillon central — étaient en partie effondrés. Dix années de travaux ont permis de restituer l’intégrité de l’édifice, avec notamment la reconstruction presque l’identique, d’une tour disparue du flanc est, d’après des photographies d’archives, bien que repositionnée à quelques mètres de son emplacement d’origine afin de préserver des arbres qui ont malheureusement disparus quelques années après la fin de la reconstruction. 
En 2024, le château change de mains et accueille désormais le siège social et le bureau d'étude d’une entreprise industrielle, spécialisée notamment dans les technologies avancées de fabrication en impression 3D. Cette reconversion s’inscrit dans une volonté de faire revivre le patrimoine architectural local en lui redonnant un usage contemporain.
De nouvelles campagnes de travaux sont en cours, notamment à l'extérieur ou la cours centrale, le mur d'enceinte Est et les abords immédiat sont en cours de restauration. Les près du Domaine reçoivent également une attention particulière pour leur redonner leur vocation agricole historique et voir le réseau de fossés historiques réactivés. 

Présence sur les cartes

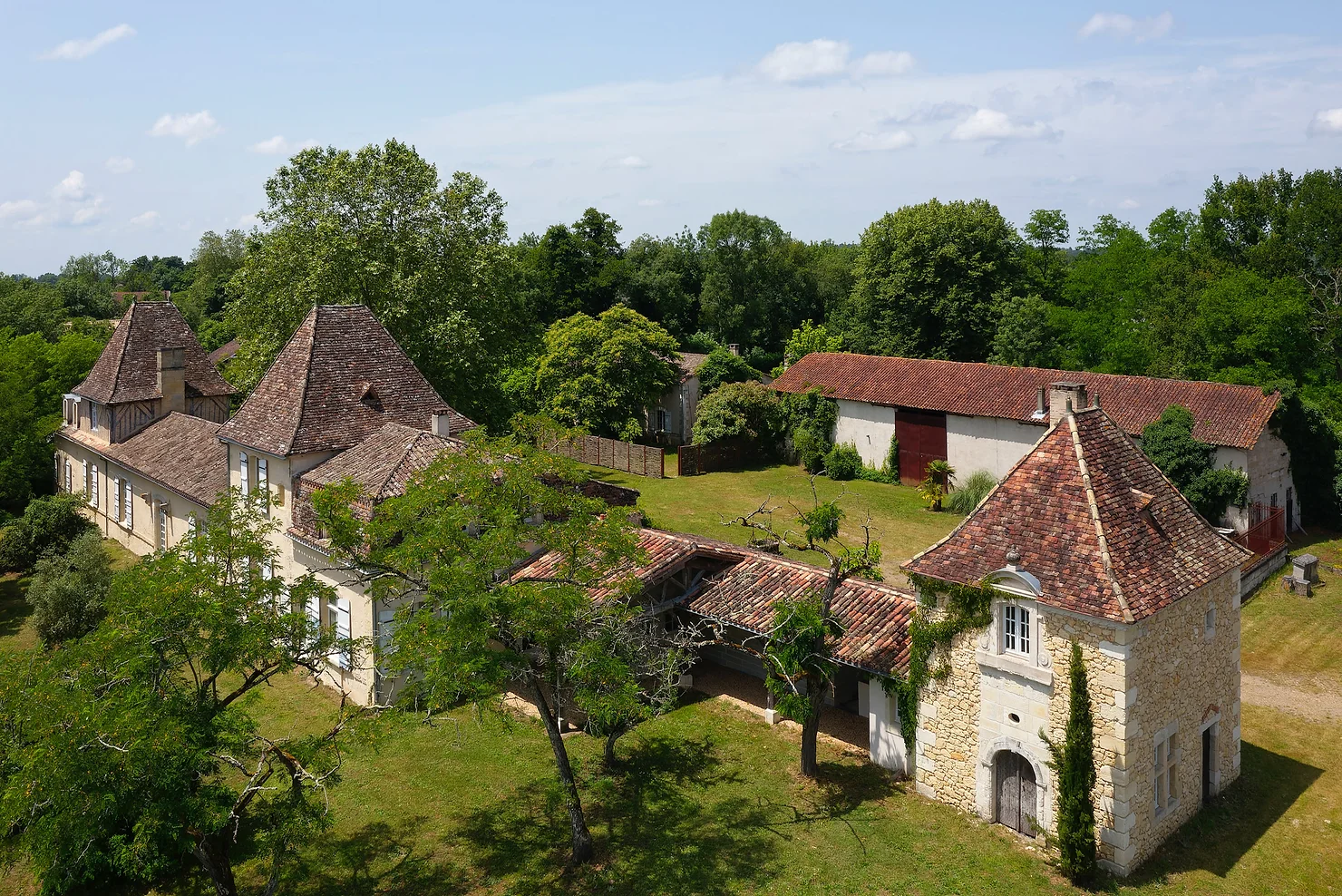
Vue aérienne du Château de Le Pizou prise en 2024.

Le château est présent sur de nombreuses cartes historiques : 
Carte de Belleyme : La présence du château est matérialisé par un pictogramme, accolé au bourg de Le Pizou, sur la carte numéro 21, réalisée entre 1761 et 1789 par l’ingénieur géographe Pierre de Belleyme à la demande du roi Louis XV. Le feuillet 21 fait partie de cette vaste œuvre cartographique qui couvrait les provinces de Guyenne et de Gascogne sous l’Ancien Régime. Elle est très détaillée et utilisée pour documenter le territoire avant les transformations révolutionnaires.
Carte de Cassini : Le château est représenté est nommé "Château du Pizou", accolé au bourg de Le Pizou, sur la carte numéro 71, feuille 163, établie sous la direction de César-François Cassini de Thury, probablement entre 1756 et 1789.

## Anecdotes
La teinte ocre jaune qui habille aujourd’hui les huisseries et les volets du Château du Pizou provient d’un lot de pigments identique à celui utilisé lors de la dernière campagne de restauration du Château de Versailles. Cette couleur, serait fidèle à celle appliquée sous l’Ancien Régime, lorsque l’ocre jaune était privilégié pour souligner les élévations monumentales. Ce choix chromatique s’inscrit dans une volonté de respect des traditions.
Par ailleurs, dans sa typologie dite Chartreuse, le Château du Pizou se distingue par ses proportions exceptionnelles : il serait, avec ses 67 mètres, la chartreuse la plus longue du Périgord. 
Le Château constitue également un cas unique dans la région en conservant une tour à colombage — élément d’architecture habituellement absent de ce type de demeure — témoignant de strates historiques successives, probablement antérieures à la réédification du XVIIe siècle.

## Architecture
Aucune archive connue ne permet de déterminer l’apparence du château avant sa destruction  durant les guerres de religion en 1566. 
Le bâtiment principal est classé comme un château en raison de son histoire et de la présence, encore aujourd’hui, de vestiges architecturaux du château fort d’origine, tels que les douves, les soubassements, ainsi qu’un souterrain – dont la légende raconte qu’il mènerait jusqu’au cimetière. Ce souterrain existe, mais il est partiellement effondré.
Le château du Pizou est parfois décrit architecturalement comme une chartreuse, un type de demeure seigneuriale de plain-pied caractérisé par une sobriété élégante, des toitures à faible pente et de grandes ouvertures sur les jardins. Sans son histoire médiévale et catholique, et ses deux tours à pavillon, le bâtiment pourrait être désigné sous le nom de Chartreuse du Pizou. 
Extérieur
Le château actuel est composé d’un corps de logis central flanqué de deux pavillons, qui prennent la forme de tours carrées. Ces pavillons sont reliés par des ailes plus basses. Les toitures des pavillons sont à longs pans et à croupes, rappelant l’architecture traditionnelle régionale Périgourdine. À l’ouest, un des pavillons est en partie construit en pan-de-bois, aussi appelé à colombage, tandis que le reste de la structure est en maçonnerie.
La porte nord, l’une des deux issues principales de la grande salle, se distingue par un remarquable fronton de style Empire, encadré de deux colonnes engagées. Ce fronton est orné d’un élégant bas-relief représentant une couronne de feuilles de chêne, symbole classique de force et de pérennité, en parfaite harmonie avec le caractère solennel de l’architecture.
Ce Château est remarquable par sa longueur de plus de 67 mètres. 
Intérieur
L'intérieur de ce logis conserve d'intéressants solivages moulurés, ainsi que des cheminées en pierre de style Louis XIV et Louis XV à manteau chantourné. Sur certaines cheminées, des fleurs sculptées sont attribuées à un hommage à Marguerite d'Angoulême, reine de Navarre.  